# Берре, Энрико
Энрико Берре (итал. Enrico Berrè; род. 10 ноября 1992, Рим) — итальянский фехтовальщик-саблист, чемпион мира и Европы, двукратный чемпион Италии (2014, 2015). Серебряный призёр Олимпийских игр 2020 в Токио.

## Биография
Родился в 1992 году в Риме. В 2010 году стал чемпионом Европы среди юниоров.
В 2013 году завоевал золотую и бронзовую медали чемпионата Европы. В 2014 году вновь стал чемпионом Европы. В 2015 году стал обладателем золотой медали чемпионата мира. В 2017 году итальянский саблист стал вице-чемпионом Европы в командном первенстве, а затем завоевал бронзовую медаль мирового чемпионата в том же виде программы. Через год итальянец в составе национальной сборной в третий раз подряд занял второе место на континентальном чемпионате в командной сабле, а на чемпионате мира в том же виде программы стал обладателем серебряной медали.